# 옙 M1
옙 M1(Yepp M1, YP-M1)는 삼성전자에서 2009년 9월 23일에 출시한 포터블 미디어 플레이어이다.